# Ла-Крус (Тамаулипас)
Ла-Крус (исп. La Cruz) — посёлок в Мексике, штат Тамаулипас, входит в состав муниципалитета Нуэво-Ларедо. Численность населения, по данным переписи 2010 года, составила 159 человек.